# Крайтен, Тео
Тео Августус Крайтен (нем. Theo Augustus Kreiten; 28 августа 1887, Валкенбюрг — 27 января 1960, Дюссельдорф) — немецкий композитор и пианист.
Родился в немецкой семье, но по месту рождения получил гражданство Нидерландов и сохранял его всю жизнь. Был женат на певице Эмми Крайтен, урождённой Либергезелль. Их сын Карлроберт Крайтен, одарённый пианист, был казнён в Берлине в 1943 году; в 1947 году отец опубликовал отдельным изданием небольшие воспоминания о нём «Тот, кто любим богами» (нем. Wen die Götter lieben).
Учился в Мюнхенской высшей школе музыки у Бертольда Келлермана. С 1917 года преподавал в Дюссельдорфе в консерватории Юлиуса Бутса; среди его учеников Ханс Кулла. Концертировал как пианист, в том числе с собственными произведениями; в 1923 году исполнение в Мюнхене вариаций Крайтена «Осколки» (нем. Splitter) вызвало одобрительный отзыв критики. В 1920-е гг. выступал также как музыкальный корреспондент эссенского журнала Hellweg.
Автор фортепианных и вокальных сочинений, в том числе цикла из шести песен на стихи Поля Верлена (в переводах Вольфа фон Калькройта). Сонатину Крайтена и его фортепианное переложение вальса Иоганна Штрауса «На прекрасном голубом Дунае» записал частным образом его сын, в 1984 году эти записи были изданы. В 2019 году состоялась премьера ранее неизданной Фантазии для фортепиано с оркестром, рукопись которой была обнаружена в Дюссельдорфе.